# Atlántida (Uruguai)

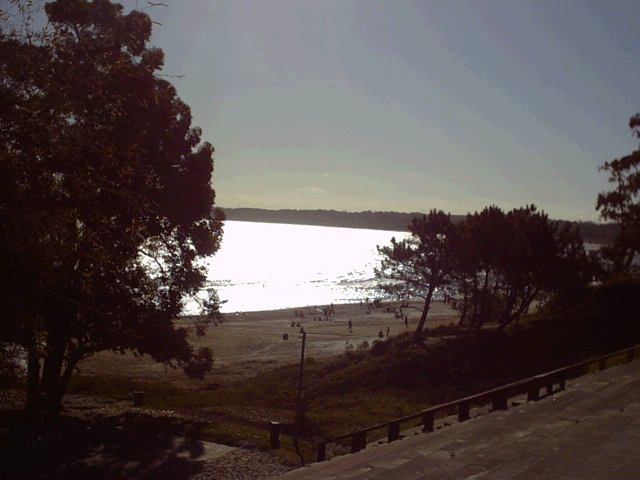
Platja Mansa d'Atlántida.

Atlántida és el principal balneari del departament de Canelones, a la República Oriental de l'Uruguai. Es troba sobre les costes del Riu de la Plata, 45 quilòmetres a l'est de Montevideo, la capital del país, i a 30 quilòmetres de l'Aeroport Internacional de Carrasco. S'accedeix molt fàcilment des de la capital o des de l'Aeroport a través de la Ruta Interbalneària.

## Història
Els primers plànols d'una localitat de la zona es van dibuixar l'any 1911 i l'any següent es va iniciar la parcel·lació i venda de parcel·les. L'any 1913 es va construir prop de la platja l'Hotel Las Toscas, que l'any 1915 va prendre el seu nom actual, Atlántida. El desenvolupament es va accelerar a partir de 1939, quan Natalio Michelizzi (un adinerat home de negocis italià resident a Buenos Aires) va decidir comprar tots els terrenys que no havien estat parcel·lats ni urbanitzats, i va invertir en el seu desenvolupament. El 7 de setembre de 1967, per la Llei N° 13.609, es va classificar com a ciutat.

## Població
Segons el cens de 2011, Atlántida tenia una població de 5.562 habitants. L'any 2010, la Intendencia de Canelones havia registrat una població de 10.393 habitants per al municipi durant les eleccions.
| Curs | Població |
| ---- | -------- |
| 1963 | 1.559    |
| 1975 | 2.268    |
| 1985 | 2.764    |
| 1996 | 3.989    |
| 2004 | 4.580    |
| 2011 | 5.562    |

Font: Instituto Nacional d'Estadística de l'Uruguai

## Turisme

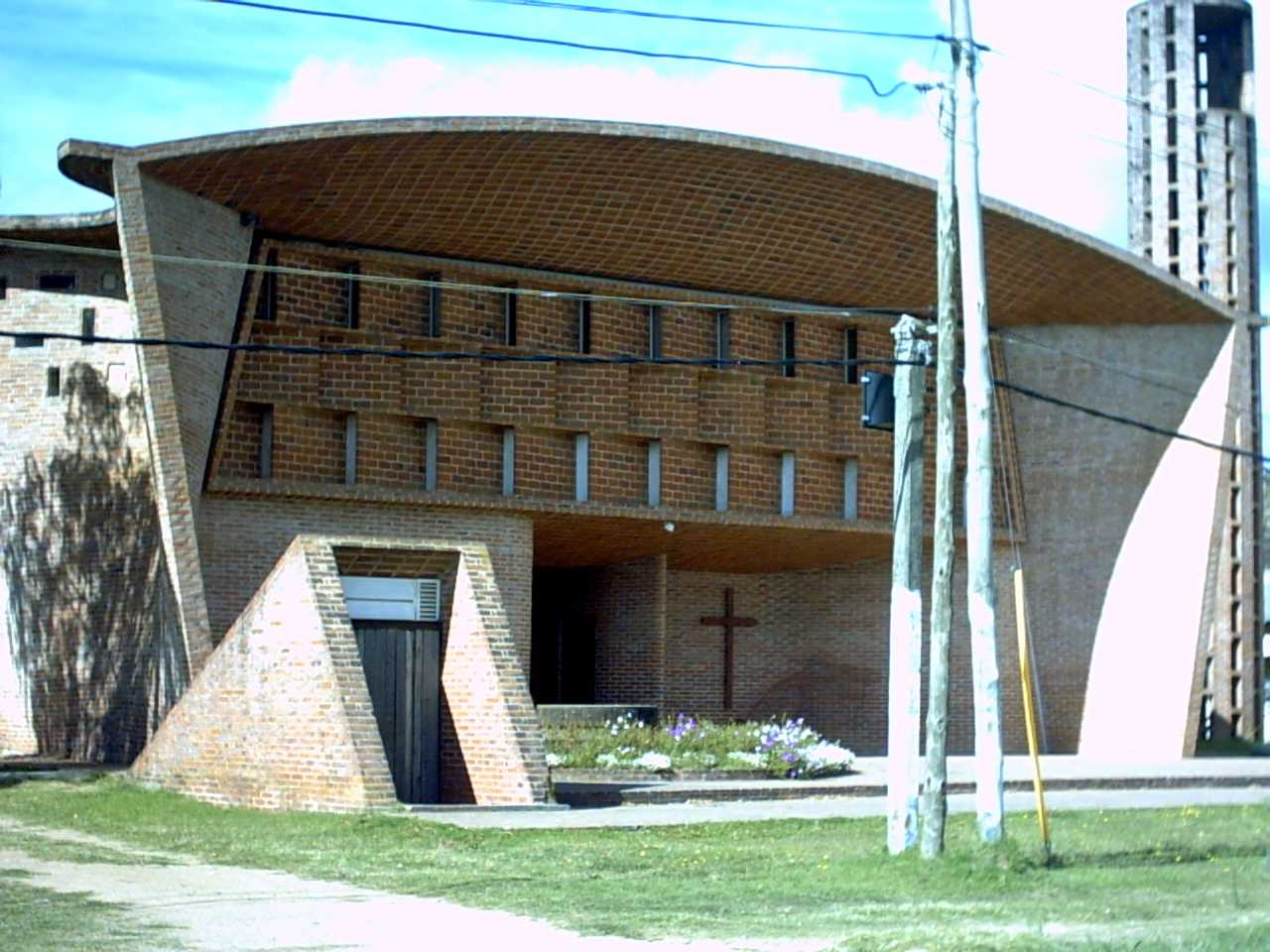
Parròquia del Cristo Obrero.

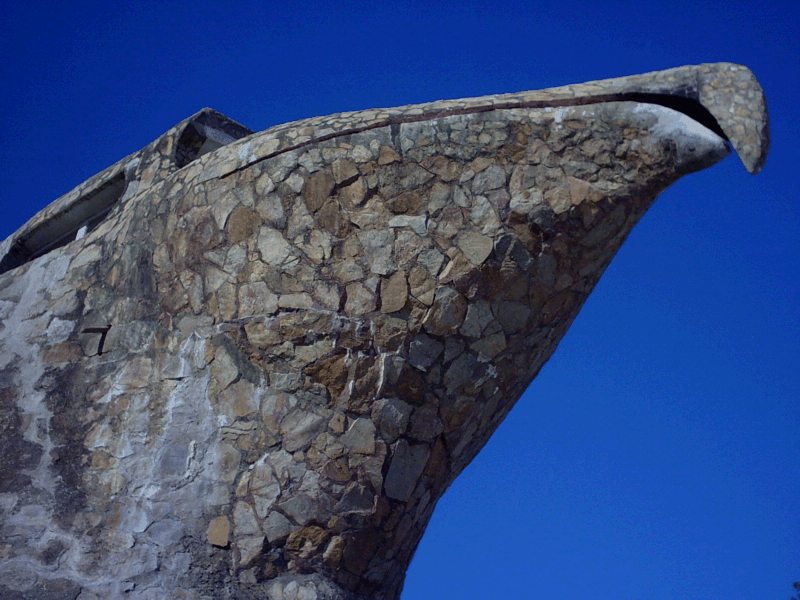
El Águila.

Alguns dels principals atractius són l'església construïda per Eladio Dieste, anomenada Parròquia del Cristo Obrero, de vistosa arquitectura.
"L'Àguila", enigmàtica construcció en pedra que va donar motiu a diverses llegendes populars, va ser construïda per Natalio Michellizzi, que la va anomenar originalment "La Quimera". Michelizzi va ser un acabalat home de negocis italià, resident a Buenos Aires. Visitant freqüent del balneari d'Atlántida va comprar gran quantitat de terres al lloc i va fundar un dels primers hotels de la zona, al qual va anomenar "El Planeta", l'edifici del qual encara es conserva.
En una de seus recorregudes per la zona, va decidir construir una capella a la vora mateixa d'un penya-segat. Aquesta mai no es va dur a terme però, en canvi, va sorgir de la seva imaginació la construcció de La Quimera, amb materials de la zona i en forma totalment artesanal, sense plànols, enginyers ni arquitectes. Per algun temps, La Quimera va ser lloc de reunió de Michellizzi amb els seus amics, o refugi per a llargues hores de lectura en solitari. Michellizzi va morir aviat i l'edifici i els seus jardins van començar en una etapa de ràpid deteriorament. A partir d'allà tot és llegenda.
Es destaca en l'arquitectura de la ciutat, per la seva altura, una torre d'antenes de telecomunicacions de l'empresa estatal ANTEL, encara que en si mateix no representa un atractiu turístic.

## Platges
Les platges d'Atlántida són freqüentades per famílies de classe mitjana principalment. Es caracteritzen per estar vorejats de pins.